# Utinja
Utinja is een plaats in de gemeente Karlovac in de Kroatische provincie Karlovac. De plaats telt 10 inwoners (2001).